# San Jerónimo (Copán)
San Jerónimo é um município de Honduras, localizado no departamento de Copán.